# Kaapse grondspecht
De Kaapse grondspecht (Zuid-Afrikaanse grondspecht) (Geocolaptes olivaceus) is een buitenbeentje in de familie van de spechten.

## Kenmerken
De 26 cm grote vogel heeft een grijze kop en roodgestreepte onderdelen en een rode stuit.

## Leefwijze
Hij vindt zijn voedsel geheel op de grond tussen de rotsen en zit vaak op een vooruitstekende rots om zijn omgeving te overzien. Hij wroet met zijn snavel in mierennesten en steekt hierbij zijn tong uit om de mieren op te likken.

## Verspreiding en leefgebied
Hij komt vrij algemeen voor in de West- en Oost-Kaap en in de Drakensbergen tot aan Mpumalanga in Zuid-Afrika. Ook in Lesotho en Swaziland. Hij komt voor in streken waar niet veel bomen voorkomen en leeft op heuvelachtige met stenen bezaaide graslanden, berghellingen en in droge kloven.